# Lasioglossum schomburgki
Lasioglossum schomburgki är en biart som först beskrevs av Cockerell 1910.  Lasioglossum schomburgki ingår i släktet smalbin, och familjen vägbin. Inga underarter finns listade i Catalogue of Life.